# Сицилійське родовище калійних солей
Сицилійське родовище калійних солей — родовище калійних солей, розташоване в Італії.

## Характеристика
Належить до хлоридно-сульфатного типу родовищ. Запаси руд 150 млн т. Глибина залягання 115…1400 м.

## Технологія розробки
Розробляється підземним способом. Річний видобуток 1 млн т руди.